# Operatörpanel
En operatörpanel används för kommunikationen mellan människa och maskin.

## Terminaltyper
- Operatörterminaler med text
- Operatörterminaler med grafik
- Operatörterminaler med pekskärm
- PC-baserade operatörterminaler
- SCADA.